# Holzhäuseln (Gemeinde Ulrichsberg)
Die Holzhäuseln sind eine Siedlung in der Gemeinde Ulrichsberg im Bezirk Rohrbach in Oberösterreich.

## Geographie
Die Streusiedlung Holzhäuseln befindet sich südöstlich des Gemeindehauptorts Ulrichsberg am rechten Ufer der Großen Mühl und gehört zur Ortschaft Zaglau. Sie ist Teil der 22.302 Hektar großen Important Bird Area Böhmerwald und Mühltal. Unmittelbar neben den Holzhäuseln erstreckt sich das 9.350 Hektar große Europaschutzgebiet Böhmerwald-Mühltäler.

## Kultur und Sehenswürdigkeiten
Durch die Siedlung verläuft der Wanderweg W1, der über 25 km entlang der Großen Mühl von Klaffer am Hochficht nach Haslach an der Mühl führt. Auch der 13 km lange Rundwanderweg Ödenkirchenerweg erreicht die Holzhäuseln.